# Теория картельной партии
В политике картельная партия или картельная политическая партия — это партия, которая использует ресурсы государства для сохранения своего положения в политической системе, действуя подобно картелю. Кац и Мэйр утверждают, что «партии в Западной Европе приспособились к снижению уровня участия и вовлечённости в партийную деятельность, не только обращаясь к ресурсам, предоставляемым государством, но и делая это в сговоре».

## Концепция
Концепция картельной партии была впервые предложена в 1992 году как средство привлечения внимания к моделям межпартийного сговора или сотрудничества, а не конкуренции; и как способ подчеркнуть влияние государства на партийное развитие. В терминах определения партия картеля — это тип партии, который возникает в передовых демократических государствах и характеризуется взаимопроникновением партии и государства и моделью межпартийного сговора.  С развитием картельной партии цели политики становятся самореферентными, профессиональными и технократическими, и то небольшое количество межпартийной конкуренции, которое остается, сосредотачивается на эффективном и действенном управлении политикой. Избирательные кампании, проводимые картельными партиями, капиталоемки, профессионализированы и централизованы и организованы на основе сильной зависимости от государства в отношении финансовых субвенций и других льгот и привилегий. Внутри партии различие между членами и нечленами партии становится размытым, поскольку посредством праймериз, электронных опросов и так далее партии приглашают всех своих сторонников, членов или не членов, участвовать в партийной деятельности и принятии решений. Прежде всего, с появлением картелей политика становится все более деполитизированной.

## Контраст с массовыми партиями
Картельная партия противопоставляется традиционному представлению о массовой партии, где политические партии организуются вокруг проблем большого количества людей. Массовые партии часто связаны с конкретными группами с особыми политическими потребностями и соревнуются на выборах, чтобы продвигать потребности своих избирателей. Массовые партии традиционно получали небольшую формальную поддержку со стороны правительства и в значительной степени финансировались и организовывались гражданским обществом. В Западной Европе рост социалистических партий в 19-м и начале 20-го века традиционно связан с ростом массовых партий, которые возникли в сообществах рабочего класса для продвижения таких вопросов, как всеобщее избирательное право и реформа труда.

## Причины роста

### Упадок массовых партий
Массовая партия как организационная модель пришла в упадок во многих странах в конце 20-го века из-за постепенного снижения политическими партиями политических идей и разрушения традиционных групповых идентичностей. Членство в партиях сокращалось во многих демократических странах, что привело к сокращению финансовых и личных вложений в партии со стороны электората.

### Политическая кампания
Чтобы компенсировать снижение поддержки населения, партии обратились к более крупным и дорогостоящим политическим кампаниям. Партии обратились к все более дорогостоящим формам агитации, которые полагаются на большие суммы государственных субсидий и взносы извне.